# The Signal
The Signal (La señal en Hispanoamérica) es una película estadounidense del 2014 dirigida por William Eubank, coescrita por éste junto con Carlyle Eubank y David Frigerio, y protagonizada por Brenton Thwaites y Laurence Fishburne entre otros.

## Sinopsis
Tres estudiantes de la universidad MIT de California, Jonah, Nic y Haley, están en un viaje por carretera para trasladar a Haley a California, Nic camina con muletas en el antebrazo, y la posibilidad de distrofia muscular, esclerosis múltiple o alguna otra enfermedad degenerativa está implícita pero nunca se especifica. Durante su estadía en un hotel, Nic y Jonah descubren que un hacker llamado NOMAD, que estuvo a punto de expulsarlos por irrumpir en los servidores del MIT, ha encontrado su ubicación, y se burla de ellos con extraños y siniestros correos electrónicos. Rastrean a NOMAD hasta una casa abandonada en medio de Nevada y deciden ir tras él. Después de no encontrar nada en la casa, Nic y Jonah escuchan a Haley gritar y salir corriendo, solo para verla tirada hacia el cielo antes de desaparecer ellos mismos en una luz blanca.
Nic, ahora con el número 2.3.5.41 tatuado en su brazo, se despierta en una extraña y estéril instalación de investigación subterránea en medio del desierto donde es interrogado por el Dr. Wallace Damon, el jefe del "grupo de transición" a cargo de ayudar a Nic a sobrellevar la situación. Damon le dice a Nic que lo que encontraron cerca de la casa fue un EBE: una entidad biológica extraterrestre. Nic permanece en un estado de incredulidad. 
El Dr. Damon luego le muestra imágenes de la propia cámara de video de Nic y hace una pausa donde se puede ver una cara alienígena mirando desde detrás de un árbol. Nic es llevado a su habitación donde escucha a Jonah hablando con él a través de un pequeño respiradero en la pared, diciendo que su cuerpo se siente raro. Nic también nota que sus piernas, antes débiles pero funcionales, ahora están completamente entumecidas. Cuando el Dr. Damon le vuelve a interrogar, Nic intenta obtener respuestas sobre la condición de Haley, que está en coma en ese momento. Después de un experimento inexplicable con una vaca en otra parte de las instalaciones, se dispara una alarma de seguridad y Nic, junto con otro personal, encuentra grandes abolladuras con marcas de quemaduras en las paredes y sin señales de Jonah. Nic le pregunta a Damon dónde fue Jonah, pero Damon le dice que Jonah nunca se recuperó de la casa. Nic, cada vez más agitado, intenta sacar a Haley, pero es interceptado. Después de ser inmovilizado, se sorprende al descubrir que sus piernas han sido amputadas y reemplazadas por prótesis hechas con tecnología alienígena. Nic luego usa estas extremidades insertadas en su cuerpo como un experimento para tratar sacar a Haley y escapar de la instalación, solo para descubrir que están en medio de un vasto desierto estéril.
Después de escapar y pedir ser llevados con una anciana que parece dulce pero extrañamente preocupada, Nic y Haley secuestran un camión con acoplado para tratar de encontrar un camino alrededor del cañón aparentemente interminable que se extiende sobre las instalaciones y sus alrededores. En un centro de visitantes, se encuentran con Jonah disfrazado de uno de los trabajadores de la instalación vestido con un traje blanco de materiales peligrosos. Jonah revela que a él también le quitaron extremidades, ya que sus antebrazos y manos han sido reemplazados con la misma tecnología alienígena que las piernas de Nic. Jonah especula que están en el Área 51 (porque ambos tienen el mismo número tatuado, que suma 51), y que todo esto es una prueba. 
Después de que Nic descubre indicios de tecnología alienígena también implantada en la columna vertebral de Haley, el trío se dirige a un puesto de control militar. Jonah luego intenta piratear su sistema informático, pero es detenido por una ráfaga de disparos del personal de la instalación secreta, lo que daña sus anteojos y no le permite ver bien la computadora. Jonah usa su fuerza restante y sus brazos alienígenas protésicos para someter al grupo de soldados de la instalación secreta, golpeando la plataforma de hormigón, pero la fuga de Nic y Haley en el camión fracasa. Cuando se acercan al único puente que los llevaría sobre el cañón al mundo exterior, se encuentran con Damon y sus militares, quienes revientan los neumáticos del camión y sale del camino. 
Haley es evacuada en helicóptero más allá del cañón y sabiendo que Nic ha dominado el uso de sus piernas biónicas, Damon le dice a Nic "no puedes alcanzarla". Después de escuchar un cuerno fuerte que viene del cielo, Nic se da cuenta de que Damon es NOMAD (Damon se escribe al revés). Damon luego explica que fue Nic con la computadora quien vino a buscarlo, esto fue su culpa y Nic es "la perfecta integración de la voluntad humana y la tecnología alienígena, en un experimento con humanos en la base secreta y es nuestro mayor logro". Agitado y emocionalmente comprometido, trata de escapar del cerco de militares, las piernas biónicas de Nic le permiten correr a una gran velocidad a través del puente donde choca con una barrera invisible, que se rompe.
Nic se encuentra ahora dentro de una instalación exterior diferente y más grande, a la primera instalación militar secreta detrás de él, alojado dentro de la base secreta, a través de la barrera rota, se puede ver el "Área 51", el mundo similar a la Tierra con la ciudad del cañón. Mirando a través del agujero hacia el puente detrás de él, ve a Damon caminar y quitarse el casco para revelar es en realidad un extraterrestre robótico, con un rostro meramente humano. Nic se da la vuelta y a través del cristal de la habitación oscura con la ventana rota, ve las estrellas y el espacio exterior. Se da cuenta de que ya no está en una instalación militar secreta, ahora está en una inmensa nave espacial extraterrestre numerada 2.3.5.41 (que coincide con el tatuaje numérico en su brazo) y está a punto de atracar en su mundo de origen (señalado por la bocina). Una vista de zoom final revela toda la nave, con un protector solar parabólico en la parte superior y una gran ciudad alienígena, completo con rascacielos bajo el protector, apuntando lejos del sol alienígena. En la distancia, se puede ver otra nave urbana similar.

## Elenco
- Brenton Thwaites como Nic Eastman.[3]
- Laurence Fishburne como Dr. Wallace Damon[3]
- Olivia Cooke como  Haley Peterson.[4]
- Beau Knapp como Jonah Breck.
- Lin Shaye como Mirabelle.[4]
- Robert Longstreet como James.
- Jeffrey Grover como Gil.[5]

## Producción

### Elección del elenco
Laurence Fishburne se unió al elenco el 9 de mayo de 2013.

### Filmación
La filmación comenzó en mayo de 2013 en Nuevo México, en Albuquerque, Los Lunas y Taos.  El 18 y 19 de junio se filmaron escenas en el Puente del Desfiladero del Río Grande.

## Distribución
El 18 de marzo de 2014, se publicaron un póster y algunas fotos de la película, y al día siguiente se publicó el tráiler oficial. El 26 de marzo de 2014, Focus reveló un nuevo póster de la película.

## Recepción
En Rotten Tomatoes, la película tiene un 56% sobre 100 basado en 70 críticas.  En Metacritic, la película tiene un 53 sobre 100.